# William Luther Pierce
Pour les articles homonymes, voir Pierce et Macdonald.
Cet article possède un paronyme, voir Andrew McDonald.
William Luther Pierce, utilisant le pseudonyme Andrew Macdonald, né le 11 septembre 1933 et mort le 23 juillet 2002, est un nationaliste blanc, et scientifique américain (docteur en physique).

## Biographie
William Luther Pierce est docteur en physique.
Il fonde en 1974 son propre parti, Alliance nationale, dont le programme est la ségrégation raciale et la lutte pour le salut de la race blanche et qui entretient des relations avec le Parti nazi américain.
Sous le pseudonyme d'Andrew McDonald, W. L. Pierce est connu pour avoir écrit Les Carnets de Turner (The Turner Diaries), roman d'anticipation où est décrit un coup d'État mené aux États-Unis par des suprémacistes blancs. Cet ouvrage est considéré par l'Anti Defamation League comme ayant inspiré, par les scènes d'attentat décrites, plusieurs terroristes américains d'extrême droite comme Timothy McVeigh. Selon son fils Kelvin, William Luther Pierce aurait tacitement approuvé l'attentat d'Oklahoma City perpétré par McVeigh. Il a également écrit Hunter, un roman du même registre.
Il acquiert en 1985 une propriété de 350 acres en Virginie-Occidentale pour établir une enclave réservée aux blancs, avec l'objectif de transformer l'Amérique en territoire exclusivement blanc et de renverser violemment le gouvernement américain.
William Pierce a contribué à nombre d'émissions radio destinées à promouvoir ses vues politiques et l'édition de musique raciste[pas clair].
Il meurt en 2002.

## Publications
Sous le pseudonyme « Andrew MacDonald »
- (en) Les Carnets de Turner, New York, Barricade Books, 1978, 2e éd., 211 p. (ISBN 978-1-56980-086-7, LCCN 80082692).
- (en) Hunter : A Novel, Hillsboro, National Vanguard Books, 1989, 2e éd., 258 p. (ISBN 978-0-937944-09-7, OCLC 44679377).

Sous son nom propre, William Pierce
- (en) New World Order Comix #1 The Saga of… White Will!!! (comic book), National Vanguard Books, 1993[4].